# معركة شيلوه
قالب:Campaignbox Federal Penetration up the Cumberland and Tennessee Rivers
كانت معركة شيلوه معركة كبيرة في المسرح الغربي للحرب الأهلية الأمريكية.
كان القتال في السادس والسابع من إبريل عام 1862 في الجنوب الغربي لولاية تينيسي حيث كانت القوات الإتحادية تحت قيادة الجنرالات ألبرت سيدني جونستون وبي جي تي بيوريجارد ضد قوات جيش اتحاد اللواء بقيادة الجنرال أوليسيس إس.

## أحداث المعركة
أصبحتْ خطوطُ المعارك الإتّحاديةُ مشوّشةً أثناء القتال العنيفِ ورجال جرانت بدلاً مِن ذلك تَراجعوا في إتّجاهِ بيتسبيرغ هبوطا إلى المنطقة الشمالية الشرقيةِ. وكان هناك موقع على طريق منحدلا قليلاً لقّبَ ب «عُشّ هورنيت» دافعَ عنه رجالِ عشيرةِ اللواءِ. بنجامين إم. برينتِس و دبليو إتش إل انقسامات والاس، زوّدَ وقتَ حرجَ لبقيّة خَطِّ الاتحادَ للإِسْتِقْرار تحت حمايةِ بطارياتِ المدفعيةِ العديدةِ. الجنرال جونستون قُتِلَ أثناء اليومِ الأولِ، وبيوريجارد، مساعد قائده، قرّرَ مُهَاجَمَة موقعِ الاتحادِ النهائيِ ذلك المساءِ. تعزيزات مِنْ الجنرالِ بويل وَصلَت في المساء ودارَ القتال الصباح التالي، عندما انطلقَ هجوم مضاد على طول كامل الخَطِّ. الحلفاء أُجبروا للتَرَاجُع مِنْ المعركةِ الأكثر دمويةِ في التأريخِ الأمريكيِ إلى ذلك الوقتِ منهين آمالَهم التي منعتهم من التقدّمَ إلى الاتحادَ في شمال ميسيسيبي.

## وصلات خارجية
- القصة المتحركة لمعركة شيلوه